# Eduardo García (poeta)
Eduardo García (São Paulo, 23 de agosto de 1965 - Córdoba, 19 de abril de 2016) fue un poeta español. Recibió, entre otros, el Premio Nacional de la Crítica, el Premio Internacional de Poesía «Ciudad de Melilla» y el Premio «Ojo Crítico» de Radio Nacional de España. Cultivó también el ensayo y el género aforístico.

## Biografía
Hijo de españoles, permaneció en Brasil hasta los siete años. Cuando su familia volvió a España vivió su infancia y juventud en Madrid, donde obtuvo la licenciatura en Filosofía, especializándose en Estética. Desde 1991 residió y trabajó como profesor de Filosofía en Córdoba. Falleció en Córdoba el 19 de abril de 2016, aquejado de un cáncer de páncreas.

## Trayectoria
Como poeta es autor de Las cartas marcadas, No se trata de un juego, Horizonte o frontera, Refutación de la elegía, La vida nueva y Duermevela, así como de recopilaciones de su obra, dentro y fuera de España, como la antología temática Las acrobacias del deseo, Casa en el árbol (San José de Costa Rica) y la bilingüe Antologia pessoal (Brasilia). Fue galardonado con los premios: «Nacional de la Crítica» (2009), «Ojo Crítico» de RNE, «Ciudad de Melilla», «Juan Ramón Jiménez», «Fray Luis de León» y el Premio Internacional de Poesía «Antonio Machado en Baeza», entre otros. 
En paralelo a su obra de creación, cultivó la reflexión sobre el fenómeno poético en dos ensayos Escribir un poema y Una poética del límite. En este último desarrolló su particular posición estética, perfilando una interpretación de la poesía actual a la luz de la tradición romántico-simbolista, el pensamiento contemporáneo y el psicoanálisis.
En 2015 publicó Las islas sumergidas, libro de aforismos, donde conjugó poesía y pensamiento. En 2017, un año después de su fallecimiento, vio la luz su poesía completa bajo el título La lluvia en el desierto.

## Actividades afines
Escribió columnas en Milenio, suplemento cultural del diario El Día (2000-01), así como reseñas críticas en diversas revistas literarias. Participó como traductor en los volúmenes colectivos de traducciones de Elaine Feinstein (Música urbana, Hiperión, 2002) y Douglas Dunn (Elegías).
Conferenciante y profesor de talleres de poesía y cursos de escritura creativa, coordinó el Homenaje al poeta Pablo García Baena celebrado en las ciudades de Córdoba y Málaga en el año 2003.
Fue editor del volumen conmemorativo Casi un centenario, Homenaje a Pablo García Baena y codirigió la colección Biblioteca de Creación Literaria de la Diputación de Córdoba. Poemas suyos fueron musicados por el grupo de rock "Javi Nervio y su Banda" en el álbum Grande Éxito (2002). También cultivó la crítica de ensayo y poesía en la revista de libros Mercurio.

## Estilo
Su obra poética estuvo en permanente evolución. En sus primeros libros cultivó lo que el propio autor denominaba un "realismo visionario". En una peculiar fusión de poesía y género fantástico, sus poemas despliegan escenas simbólicas en el espacio fronterizo entre realidad e imaginación.
A partir de Refutación de la elegía (2006) su poesía se internó más a fondo en el territorio de lo onírico. Desarrolló entonces una lírica vitalista de exaltación de las fuerzas del deseo. La ensoñación ganó terreno en sus poemas, así como el cultivo de formas poéticas más extremas: de un lado el versículo; de otro, la fragmentación del discurso. Conjugó en La vida nueva (2008) una pluralidad de registros poéticos a medida que se atraviesan diversos estados de conciencia. 

## Premios
- Premio «Ciudad de Leganés»[2] y Mención Especial del Jurado del «Premio Anthropos de Poesía» por Las cartas marcadas (1995)
- Premio «Ojo Crítico»[3] de Radio Nacional de España y Premio Hispanoamericano de Poesía «Juan Ramón Jiménez»[4] por No se trata de un juego (1998)
- Premio Internacional de Poesía «Antonio Machado en Baeza»[5] por Horizonte o frontera (2003)
- Premio Nacional de la Crítica[6] y Premio «Fray Luis de León»[7] por La vida nueva (2008)
- Premio Internacional de Poesía «Ciudad de Melilla»[8] por Duermevela (2014)

## Obra

### Poesía
- Paradoja del tahúr (Col. Laberinto de Fortuna, José Mª Palacios editor, 1993).
- Las cartas marcadas[9] (Libertarias, 1995): Premio «Ciudad de Leganés».
- No se trata de un juego[10] (col. Juan Ramón Jiménez,1998; 2ª ed. en Maillot Amarillo con prólogo de Andrés Neuman, 2004): Premio Hispanoamericano de Poesía «Juan Ramón Jiménez», Premio «Ojo Crítico» de Radio Nacional al mejor libro de joven poesía del año.
- Horizonte o frontera[11][12] (Hiperión, 2003): Premio Internacional de Poesía «Antonio Machado en Baeza».
- Refutación de la elegía[13] (Antigua Imprenta Sur, 2006; ed. no venal)
- La vida nueva[14][15] (Visor, 2008): Premio Nacional de la Crítica 2009[16] y VI Premio de Poesía «Fray Luis de León»
- Las acrobacias del deseo (antología temática; Córdoba, 2009)
- Casa en el árbol (antología; San José de Costa Rica, 2011)
- Antologia pessoal[17] (ed. bilingüe español-portugués; Thesaurus Editora, Brasilia, 2011)
- Duermevela (Visor, 2014): XXXV Premio Internacional de Poesía «Ciudad de Melilla»
- La lluvia en el desierto. Poesía completa (1995-2016) (Vandalia, 2017). Prólogo de Andrés Neuman y epílogo de Vicente Luis Mora.

### Aforismos
- Las islas sumergidas[18]  (Cuadernos del Vigía, 2014)

### Ensayo
- Escribir un poema (Ediciones y Talleres de Escritura Fuentetaja,[19] 2000, 2003; El Olivo Azul, 2011)[20]
- Una poética del límite[21] (Pre-Textos, 2005)

### Inclusiones en antologías de poesía
- Diálogos (Raúl Alonso, el átomo, Córdoba, 1998)
- La generación del 99 (José Luis García Martín, Nobel, Oviedo, 1999)
- Milenio (Basilio R. Cañada, Sial, Madrid, 1999)
- Pasar la página (Manuel Rico, Diálogos de la lengua, Cuenca, 2000)
- Poesía espanhola, anos 90 (Joaquim M. Magalhães, Lisboa, 2000), edición bilingüe.
- Un siglo de sonetos en español (Jesús Munárriz, Hiperión, Madrid, 2000).
- La flama en el espejo (Rogelio Guedea, Praxis, México, 2001).
- Yo es otro, autorretratos de la nueva poesía (Josep M. Rodríguez, DVD, Barcelona, 2001)
- Poesía en la bodega (Antonio Flores, Arca del Ateneo, Córdoba, 2001)
- La voz y la escritura (Miguel Losada, BOCM, Madrid, 2001)
- Los ojos dibujados (José Antonio Mesa Toré, Litoral, Málaga, 2002)
- 25 poetas en la Casa del Inca (María Rosal; prólogo de Francisco Gálvez, Aula Poética Casa del Inca, Montilla, 2002)
- La lógica de Orfeo (Luis Antonio de Villena, Visor, Madrid, 2003)
- Edad presente (Javier Lostalé, Fundación José Manuel Lara, Sevilla, 2003)
- En pie de paz (Javier Fernández, Plurabelle, Córdoba, 2003)
- Madrid, once de marzo (Eduardo Jordá y José Mateos, Pre-Textos, Valencia, 2004)
- Cartografía poética (Álvaro Salvador y A. L. Geist, Renacimiento, Sevilla,2004)
- Que la fuerza te acompañe (Ana Santos y Pedro J. Miguel, El Gaviero, Almería, 2005)
- Geografías habitadas (Antonio Llamas, Ánfora Nova, Rute, 2005)
- Última poesía española (1990-2005) (Rafael Morales Barba, Clásicos Marenostrum, 2006)
- Poesía viva de Andalucía (VVAA, , Universidad de Guadalajara, Guadalajara, México, 2006)
- Córdoba Espacio Poético (María Rosal, Diputación de Huelva, 2006)
- La casa del poeta (Antonio Manilla y Román Piña, La noche polar, Mallorca, 2007)
- Diez poetas de los noventa (Luis Alberto de Cuenca, Madrid, 2008)
- Medina Azahara (Antonio R. Jiménez, Córdoba, 2008)
- Poemário. I Bienal Internacional de Poesía de Brasília (VVAA, Biblioteca Nacional do Brasil, Brasília, 2008)
- La dolce vita. Poesía y cine (Francisco Ruiz Noguera, Málaga Cinema, Málaga, 2010)
- Terreno fértil (Córdoba, 1994-2009) (Eduardo Chivite y Antonio Barquero, Cangrejo Pistolero, Sevilla, 2010)
- Y habré vivido (poesía andaluza contemporánea) (Jesús Aguado, Aurora Luque y José Antonio Mesa Toré, Centro Cultural Generación del 27, Diputación de Málaga, 2011)
- En una habitación de hotel (Javier Bozalongo, Bibliotteca fip, Granada, 2011)
- La sal de la lengua (VVAA,  Diputación de Salamanca, 2013)
- Vida callada (Antonio Moreno y J.M.Asencio, Pre-Textos, Valencia, 2013)

### Edición
- Casi un centenario. Homenaje a Pablo García Baena (VVAA, Plurabelle-Junta de Andalucía, Córdoba, 2004)
- Biblioteca de Creación Literaria (Diputación de Córdoba, periodo 2001-2005)